# Rio Macacoari
O rio Macacoari é um rio do estado do Amapá no Brasil. É um afluente do rio Amazonas.
De sua extensão origina-se uma bacia que abrande os municípios de Itaubau e Macapá, sendo de relativa importância para a economia local.